# ホンダ・EA型エンジン
ホンダ・EA型エンジン（ホンダ・EAがたエンジン）は、本田技研工業で製造されていた軽自動車用の4サイクル直列2気筒ガソリンエンジンである。

## 機構
空冷直列2気筒N360E/LN360E型の後継エンジンとして登場。吸排気バルブは吸/排気とも1個で、タイミングベルト駆動されるが、日本国内で最初にタイミングベルトを採用したエンジンである。エンジンの一次振動を打ち消すためにチェーン駆動された2本のバランサーシャフトを組み合わせている。
市販ガソリンの低鉛化の対応として、バルブシートに耐熱焼結材を使用している。

## 歴史
- 1971年5月11日に発表されたライフに初めて採用された。
- 1972年9月20日に発表されたライフの追加バリエーションに、ツインキャブレター仕様が初めて採用された。
- 1974年にライフステップバンの生産終了によって、EA型エンジンの生産も終了した。

## バリエーション
シングルキャブレター仕様
- 弁機構：SOHC ベルト駆動 吸気1 排気1
- 燃料供給装置形式：キャブレター
- 参考スペック（SA ライフ）
  - 最高出力：23kW(31PS)/8,500rpm
  - 最大トルク：29N·m(3.0kgf·m)/6,500rpm
  - 圧縮比：8.8

デュアルキャブレター仕様
- 弁機構：SOHC ベルト駆動 吸気1 排気1
- 燃料供給装置形式：キャブレター（CVデュアルキャブレター）
- 参考スペック（SA ライフTWIN）
  - 最高出力：26kW(36PS)/9,000rpm
  - 最大トルク：31N·m(3.2kgf·m)/7,000rpm
  - 圧縮比：9.0

## 搭載車種
シングルキャブレター仕様
- ライフ（SA/WA）
- Z（SA）
- ライフステップバン（VA）
- ライフピックアップ（PA）

デュアルキャブレター仕様
- ライフ（SA）
- Z（SA）